# Jacob Heinrich Born

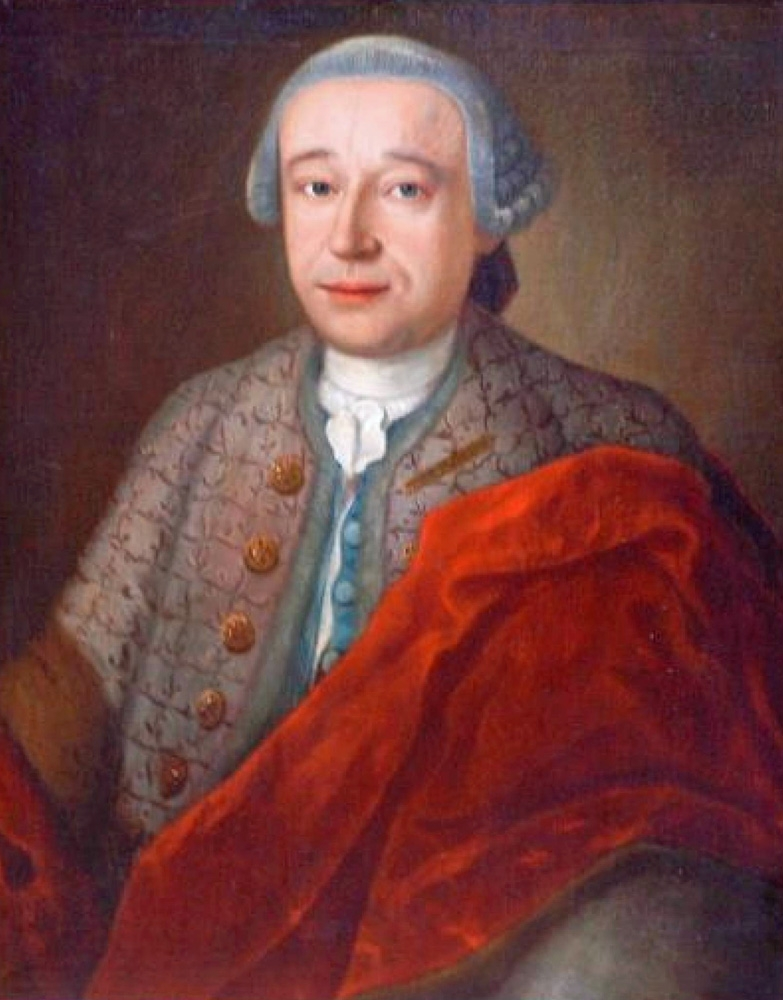
Jacob Heinrich Born

Jacob Heinrich Born (* 2. Februar oder 2. Juni 1717 in Leipzig; † 3. Dezember 1775 in Dresden) war ein kursächsischer Jurist und zwischen 1759 und 1775 insgesamt siebenmal Bürgermeister der Stadt Leipzig.

## Werdegang
Borns Vater, Jacob Born der Jüngere, war Bürgermeister in Leipzig sowie Prokanzler des Oberhofgerichts. Born studierte ab 1736 Rechtswissenschaften in Leipzig. Nach dem Abschluss des Studiums 1738 wurde er im Jahr darauf in Leipzig mit der Untersuchung De Jure stapulae et nundinarum civitatis von der Juristenfakultät der Universität Leipzig zum Dr. iur. promoviert.
1739 wurde Born Ratsherr in Leipzig. 1750 erfolgte die Ernennung zum Stadtrichter, 1758 zum Proconsul. In den Jahren 1759, 1762, 1765, 1767, 1770, 1772 und 1775 war er Bürgermeister der Stadt Leipzig. Born verstarb im Amt. Seine Geschäfte wurden bis zur Wahl im Jahr 1776 von Christian Wilhelm Küstner geführt.
Born war ab 1761 Ratsbibliothekar. Außerdem war er Kurfürstlicher Stiftskanzler zu Wurzen.
1749 heiratete er Johanna Christiana Schacher (1725–1754), Tochter des Dr. med. und Dekan der Medizinischen Fakultät der Universität Leipzig Polycarp Gottlieb Schacher. Sie hatten den Sohn Jacob Heinrich Born (getauft 3. Juli 1750 St. Nicolai Leipzig) und die Tochter Susanna Christiana Henriette (get. 20. Februar 1753–1811), die Gottlob Graf von Beust heiratete.
Am 24. März 1768 erhielt Jacob Heinrich Born die Reichsadelsbestätigung, führte aber das „von“ selbst zunächst nicht im Namen. Dies taten erst seine beiden Kinder. Mit dem Tod seines Sohns Jacob Heinrich von Born starb dieser Familienzweig aus.